# Liechtenstein ai XXIII Giochi olimpici invernali
Il Liechtenstein ha partecipato ai XXIII Giochi olimpici invernali, che si sono svolti dal 9 al 28 febbraio 2018 a PyeongChang, in Corea del Sud, con una delegazione composta da tre atleti. Il portabandiera è stato lo sciatore alpino Marco Pfiffner; gli altri due atleti sono la sciatrice alpina Tina Weirather e il fondista Martin Vögeli.
Il 17 febbraio 2018 il Liechtenstein è tornato a conquistare una medaglia alle Olimpiadi invernali dopo aver ottenuto l'ultima nel corso dell'edizione del 1988. Ad ottenerla è stata la sciatrice alpina Tina Weirather nel supergigante, che ha vinto la medaglia di bronzo.

## Medaglie
| Riepilogo quotidiano | Riepilogo quotidiano | Riepilogo quotidiano | Riepilogo quotidiano | Riepilogo quotidiano | Riepilogo quotidiano |
| -------------------- | -------------------- | -------------------- | -------------------- | -------------------- | -------------------- |
| Giorno               | Data                 |                      |                      |                      | Totale               |
| 1º                   | 10                   | 0                    | 0                    | 0                    | 0                    |
| 2º                   | 11                   | 0                    | 0                    | 0                    | 0                    |
| 3º                   | 12                   | 0                    | 0                    | 0                    | 0                    |
| 4º                   | 13                   | 0                    | 0                    | 0                    | 0                    |
| 5º                   | 14                   | 0                    | 0                    | 0                    | 0                    |
| 6º                   | 15                   | 0                    | 0                    | 0                    | 0                    |
| 7º                   | 16                   | 0                    | 0                    | 0                    | 0                    |
| 8º                   | 17                   | 0                    | 0                    | 1                    | 1                    |
| 9º                   | 18                   | 0                    | 0                    | 0                    | 0                    |
| 10º                  | 19                   | 0                    | 0                    | 0                    | 0                    |
| 11º                  | 20                   | 0                    | 0                    | 0                    | 0                    |
| 12º                  | 21                   | 0                    | 0                    | 0                    | 0                    |
| 13º                  | 22                   | 0                    | 0                    | 0                    | 0                    |
| 14º                  | 23                   | 0                    | 0                    | 0                    | 0                    |
| 15º                  | 24                   | 0                    | 0                    | 0                    | 0                    |
| 16º                  | 25                   | 0                    | 0                    | 0                    | 0                    |
| Totale               | Totale               | 0                    | 0                    | 1                    | 1                    |

### Medagliere per discipline
| Sport      | Oro | Argento | Bronzo | Totale |
| ---------- | --- | ------- | ------ | ------ |
| Sci alpino | 0   | 0       | 1      | 1      |
| Totale     | 0   | 0       | 1      | 1      |

### Medaglie di bronzo
| Medaglia | Nome           | Sport      | Evento                 |
| -------- | -------------- | ---------- | ---------------------- |
| Bronzo   | Tina Weirather | Sci alpino | Supergigante femminile |